# 邹建雄
邹建雄，男，中共党员，武警少将。

## 生平
2014年7月11日，接任许世宏成为武警甘肃省总队政委，兼任武警甘肃省总队党委书记。
2017年6月15日，调任武警西藏总队政委，原武警甘肃总队政委职务由高步明接任。同年出任中共十九大代表。